# 埃尔卢瓦
埃尔卢瓦（法語：Erloy，法語發音：[ɛʁlwa]）是法国上法蘭西大區埃纳省的一个市镇，属于韦尔万区。

## 地理
埃尔卢瓦（49°54'48"N, 3°49'47"E）面积7.44 平方千米，位于法国上法蘭西大區埃纳省，该省份为法国北部内陆省份，北起北部省，西接索姆省和瓦兹省，东临阿登省和马恩省，西南至塞纳-马恩省，东北部与比利时接壤。
与埃尔卢瓦接壤的市镇（或旧市镇、城区）包括：欧特雷普、比龙福斯、昂格朗库尔、圣阿尔吉、索尔拜。

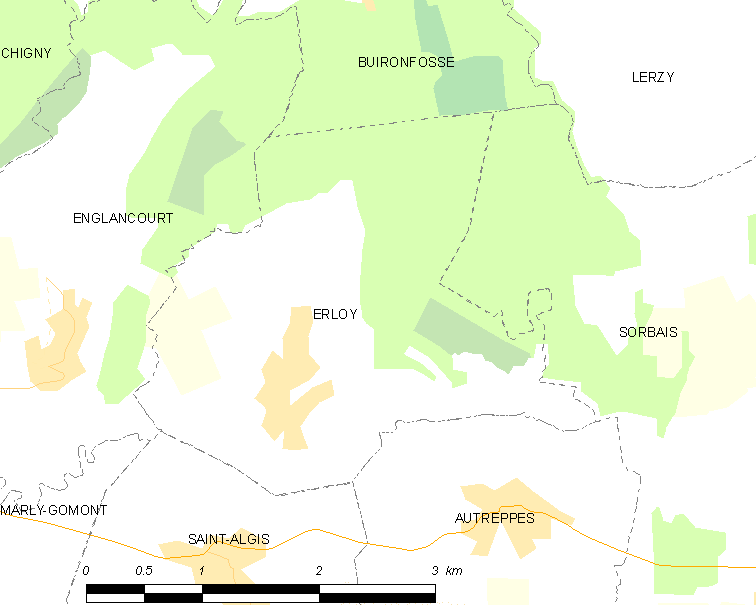
埃尔卢瓦的OSM定位图

埃尔卢瓦的时区为UTC+01:00、UTC+02:00（夏令时）。

## 行政
埃尔卢瓦的邮政编码为02260，INSEE市镇编码为02284。

## 政治
埃尔卢瓦所属的縣级选区为韦尔万县。

## 人口

1962-2008年间埃尔卢瓦人口变化图示

埃尔卢瓦于2022年1月1日时的人口数量为100人。